# Cédric (laboratoire)
Pour les articles homonymes, voir Cédric.
Le laboratoire CÉDRIC, pour Centre d’études et de recherche en informatique et communications (Equipe d'Accueil EA4629) est une entité qui, sous un même nom, a pour but de regrouper tous les différents axes de recherches en informatique mené par le Conservatoire national des arts et métiers (CNAM).
L'organisation du CEDRIC se fait suivant sept équipes :
1. Ingénierie des Systèmes d’Information et de Décision (Isid)
2. 'Radiocommunications' (Laetitia)
3. Médias Interactifs et Mobilité (MIM)
4. Méthodes Statistiques de Data Mining et Apprentissage (MSDMA)
5. Optimisation Combinatoire (OC)
6. Systèmes Sûrs (SYS)
7. Bases de Données Avancées (Vertigo).

Le Laboratoire CÉDRIC est dirigé par Philippe Rigaux, professeur des universités.